# Mistrzostwa Panamerykańskie w Zapasach 2006
Mistrzostwa rozegrano 31 maja 2006 roku w mieście Rio de Janeiro.

## Tabela medalowa
|     | Państwo    |    |    |    | Razem: |
| --- | ---------- | -- | -- | -- | ------ |
| 1.  | USA        | 8  | 7  | 4  | 18     |
| 2.  | Kuba       | 8  | 3  | 3  | 15     |
| 3.  | Wenezuela  | 3  | 2  | 11 | 16     |
| 4.  | Kanada     | 2  | 1  | 5  | 8      |
| 5.  | Brazylia   | 0  | 3  | 5  | 8      |
| 6.  | Kolumbia   | 0  | 3  | 4  | 7      |
| 7.  | Peru       | 0  | 1  | 2  | 3      |
| 8.  | Gwatemala  | 0  | 1  | 0  | 1      |
| 9.  | Dominikana | 0  | 0  | 3  | 3      |
| 9.  | Panama     | 0  | 0  | 3  | 3      |
| 11. | Ekwador    | 0  | 0  | 2  | 2      |
|     | razem:     | 21 | 21 | 42 | 84     |

## Wyniki

### W stylu klasycznym
| Waga   | złoty                | srebrny           | brązowy            | brązowy         |
| ------ | -------------------- | ----------------- | ------------------ | --------------- |
| 55 kg  | Lázaro Rivas         | Lindsey Durlacher | Paul Sobrado       | Jorge Cardozo   |
| 60 kg  | Joseph Warren        | Milton Orellana   | Mauricio Atamaint  | Osmany Duca     |
| 66 kg  | Mayli Raúl Consuegra | Carlos Herrera    | Michael Ellsworth  | Luis de García  |
| 74 kg  | Pablo Shorey         | Sixto Barrera     | Brandon McNab      | Jarlis Mosquera |
| 84 kg  | Luis Enrique Méndez  | Jack Clark        | José Arias Paredes | Eddy Bartolozzi |
| 96 kg  | Alain Rivas          | Adam Wheeler      | Manuel Núñez       | Erwin Caraballo |
| 120 kg | Mijaín López         | Dremiel Byers     | Ari Michael Taub   | Rafael Barreno  |

### W stylu wolnym
| Waga   | złoty             | srebrny          | brązowy            | brązowy          |
| ------ | ----------------- | ---------------- | ------------------ | ---------------- |
| 55 kg  | Henry Cejudo      | Luis Ibáñez      | Antonio González   | Fredy Serrano    |
| 60 kg  | Saeed Azarbayjani | Nelson García    | Maikel Pérez       | Waldeci Silva    |
| 66 kg  | Doug Schwab       | Liván López      | Eddy Agramonte     | Ricardo Roberty  |
| 74 kg  | Iván Fundora      | Don Pritzlaff    | Leonardo González  | Wilson Medina    |
| 84 kg  | Reineris Salas    | Clint Wattenburg | Travis Cross       | Rosmel Gil       |
| 96 kg  | Nik Fekete        | Michel Batista   | Antoine Jaoude     | Luis Vivenes     |
| 120 kg | Steve Mocco       | Edgar Becerra    | Antonio dos Santos | Disney Rodríguez |

### W stylu wolnym kobiet
| Waga  | złoty           | srebrny             | brązowy           | brązowy         |
| ----- | --------------- | ------------------- | ----------------- | --------------- |
| 48 kg | Mayelis Caripá  | Lindsay Shton       | Mary Kelly        | Katiuska Toaza  |
| 51 kg | Lyndsay Belisle | Jennifer S. Wong    | Jenny Mallqui     | Maria Sarmiento |
| 55 kg | Marcia Andrades | Sandra Roa          | Melinda Ripley    | Joice da Silva  |
| 59 kg | Yoselin Rojas   | Jackeline Rentería  | Michelle Fazzari  | Tania Ferreira  |
| 63 kg | Jackie Cataline | Juliana Borges      | Sandra Amado      | Ana González    |
| 67 kg | Randi Miller    | Caroline Cardoso    | Stephanie Howgurn | Jaramit Weffer  |
| 72 kg | Stephanie Lee   | Rosângela Conceição | Leah Callahan     | Rainel Guerra   |